# Michael Mulder
Michael Mulder (Houten, 10 januari 2001) is een Nederlands voetballer die als middenvelder speelt. Hij is de broer van Jonathan Mulder.

## Carrière
Michael Mulder is de zoon van een Nederlandse vader en een Israëlische moeder. Hij groeide op in Israël en speelde in de jeugd van Maccabi Petach Tikwa, Maccabi Tel Aviv, AFC, FC Utrecht en weer Maccabi Petach Tikwa. Sinds 2020 staat hij onder contract bij ADO Den Haag, samen met zijn broer. Mulder debuteerde voor ADO Den Haag op 5 september 2021, in de met 4-2 gewonnen thuiswedstrijd tegen FC Eindhoven. Hij kwam in de 66e minuut in het veld voor zijn broer Jonathan. Twee weken later, in de met 0-1 gewonnen uitwedstrijd tegen Jong PSV, maakte hij zijn basisdebuut.

### Statistieken
| Seizoen                     | Club           | Land           | Competitie     | Competitie | Competitie | Beker | Beker | Totaal | Totaal |
| Seizoen                     | Club           | Land           | Competitie     | Wed.       | Dlp.       | Wed.  | Dlp.  | Wed.   | Dlp.   |
| --------------------------- | -------------- | -------------- | -------------- | ---------- | ---------- | ----- | ----- | ------ | ------ |
| 2020/21                     | ADO Den Haag   | Nederland      | Eredivisie     | 0          | 0          | 0     | 0     | 0      | 0      |
| 2021/22                     | ADO Den Haag   | Nederland      | Eerste divisie | 22         | 0          | 2     | 0     | 24     | 0      |
| Carrièretotaal              | Carrièretotaal | Carrièretotaal | Carrièretotaal | 22         | 0          | 2     | 0     | 24     | 0      |
| Bijgewerkt op 11 maart 2022 |                |                |                |            |            |       |       |        |        |